# Albert Ritchie
Albert Cabell Ritchie, född 29 augusti 1876 i Richmond, Virginia, död 24 februari 1936 i Baltimore, Maryland, var en amerikansk demokratisk politiker. Han var Marylands guvernör 1920–1935. Han sökte utan framgång demokraternas nominering i 1924 och 1932 års presidentval.

## Biografi
Ritchie avlade 1896 sin kandidatexamen vid Johns Hopkins University och 1898 juristexamen vid University of Maryland. Senare undervisade han i handelsrätt vid University of Maryland. Ritchie efterträdde 1915 Edgar Allan Poe som delstatens justitieminister och efterträddes 1919 av Ogle Marbury. År 1920 efterträdde han Emerson Harrington som guvernör och efterträddes 1935 av Harry Nice.
Ritchie ville stärka delstaternas makt gentemot den federala regeringen. Av denna orsak var han en ledande motståndare till alkoholförbudet. Enligt Ritchie var det fel att USA:s regering förbjöd något sådant som delstaterna borde ha haft bestämmanderätt om. Utbildningspolitiken var en annan profilfråga för honom. Lärarlöner höjdes i Maryland och resurser styrdes till fattigare skolor under Ritchies långa ämbetsperiod som guvernör.
Den tidigare militärbasen Fort Ritchie fick år 1926 sitt namn efter Albert Ritchie. Delstaten byggde en ny träningslokal för Marylands milis i en gammal fabriksmiljö. Under andra världskriget användes Fort Ritchie som utbildninganrättning av arméns militära underrättelsetjänst. Anglikanen Ritchie avled 1936 i ett slaganfall och gravsattes på Green Mount Cemetery i Baltimore.